# Tai Geng
Tai Geng (chiń. 太庚), znany też jako Da Geng, imię własne Zi Bian (子辨) – władca Chin z dynastii Shang.
Starożytna chińska kronika Zapiski historyka autorstwa Sima Qian informuje, że wstąpił na tron po śmierci swojego brata Wo Dinga. Niewiele wiadomo o jego panowaniu. Jego następcą został jego syn Xiao Jia.
Napisy na kościach wróżebnych odkrytych w Yinxu alternatywnie wskazują, że został władcą po swoim wuju Bu Bing (卜丙), któremu nadano pośmiertne imię Da Geng (大庚) i którego następcą został jego brat Xiao Jia.